# テンプルトン駅

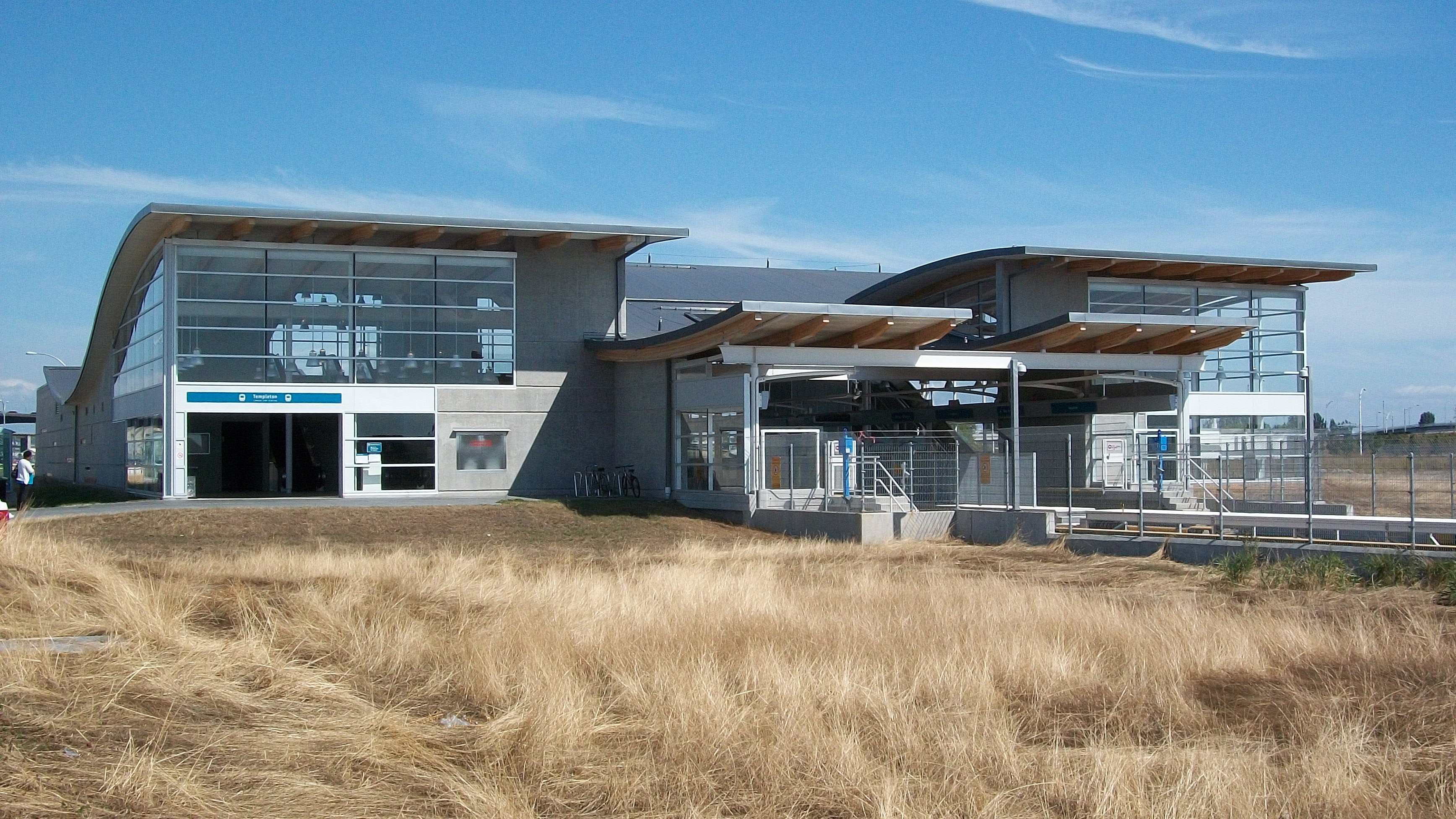
テンプルトン駅外観

テンプルトン駅（英: Templeton Station）は、カナダ・ブリティッシュコロンビア州リッチモンドにある、スカイトレイン・カナダ・ラインの駅である。

## 歴史
- 2009年8月17日：カナダ・ラインの駅として開業[1]。
- 2016年1月 - ICカード「コンパスカード」の利用が可能となる[2]。

## 駅構造
相対式ホーム2面2線を有する地上駅である。
| ホーム | 路線          | 行先                     |
| ------ | ------------- | ------------------------ |
| 上り   | ■カナダライン | ウォーターフロント駅方面 |
| 下り   | ■カナダライン | YVRエアポート駅方面      |

## 路線
施設
- マッカーサーグレン・デザイナー・アウトレット・バンクーバー空港

バス路線
スカイトレインが運行しない深夜には夜行バスN10が運行している。
| バス停 | 路線                                                                      |
| ------ | ------------------------------------------------------------------------- |
| 52114  | N10 系統 - ダウンタウン（夜行バス） N10 系統 - ブリグハウス駅（夜行バス） |
| 52226  | N10 系統 - ダウンタウン（夜行バス） N10 系統 - ブリグハウス駅（夜行バス） |

## 隣の駅
■カナダ・ライン・YVRエアポート駅支線
ブリッジポート駅 - テンプルトン駅 - シーアイランドセンター駅